# 卡爾頓 (俄勒岡州)
卡爾頓（英語：Carlton）是一個美國城市，位於俄勒冈州扬希尔县。根據2010年的人口普查，當地人口為2,007人。

## 地理
根据美国人口普查局，该城市的总面积為0.88平方英里（2.28平方）。